# Tufão Ketsana (2009)
O tufão Ketsana (designação internacional: 0916; designação do JTWC: 17W; designação filipina: tempestade tropical Ondoy) foi um ciclone tropical que devastou com chuvas fortíssimas as Filipinas e o Vietnã no final de setembro de 2009. Sendo o vigésimo terceiro ciclone tropical, a décima sexta tempestade tropical dotada de nome e o oitavo tufão da temporada de tufões no Pacífico de 2009, Ketsana formou-se de uma área de perturbações meteorológicas a nordeste das Filipinas em 25 de setembro. Avançando para oeste, Ketsana se intensificou para uma tempestade tropical sob boas condições meteorológicas. Após atingir a ilha de Luzon mais tarde naquele dia, Ketsana ganhou o mar da China Meridional, onde continuou a se intensificar. Em 27 de setembro, Ketsana se tornou uma tempestade tropical severa, e um tufão poucas horas depois. Ketsana continuou a se intensificar, e atingiu seu pico de intensidade em 29 de setembro, com ventos máximos sustentados de 140 km/h (dez minutos sustentados), segundo a Agência Meteorológica do Japão (AMJ), ou 165 km/h (um minuto sustentado), segundo o Joint Typhoon Warning Center (JTWC).
Logo em seguida, Ketsana atingiu a costa do Vietnã, perto de Hue, nesta intensidade. A partir de então, o sistema começou a enfraquecer rapidamente sobre terra. Ketsana se enfraqueceu para uma tempestade tropical severa, e para uma tempestade tropical simples, ainda naquele dia. Sobre a Indochina, Ketsana se enfraqueceu para uma depressão tropical em 30 de setembro, e a AMJ emitiu seu aviso final sobre o sistema. O JTWC já havia emitido seu aviso final no dia anterior.
Ketsana foi um dos piores desastres naturais dos últimos anos nas Filipinas, onde as chuvas mais intensas em 40 anos provocaram mais de 330 fatalidades, principalmente nas províncias setentrionais do país. Após cruzar o mar da China Meridional, Ketsana também provocou fortíssimas chuvas no Vietnã, onde enchentes e deslizamentos de terra provocaram outras 160 fatalidades. Os prejuízos econômicos totais causados por Ketsana quase alcançaram 700 milhões de dólares (valores em 2009).

## História meteorológica

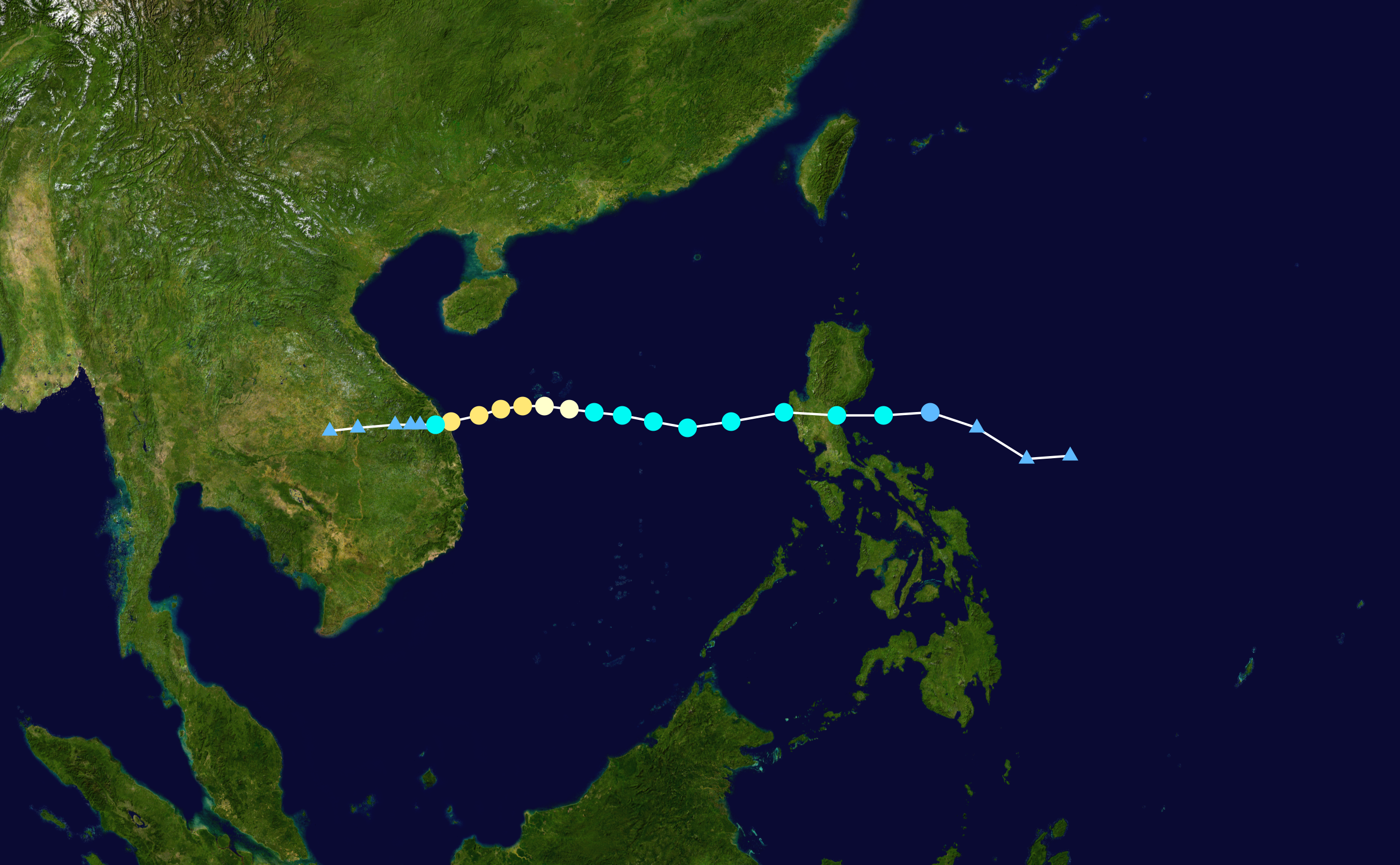
O caminho de Ketsana

O tufão Ketsana formou-se de uma área de perturbações meteorológicas que persistia a cerca de 860 km a norte-noroeste de Palau, e que começou a mostrar sinais de organização em 23 de setembro. A Agência Meteorológica do Japão, agência designada pela Organização Meteorológica Mundial para a monitoração de ciclones tropicais no oceano Pacífico Noroeste, imediatamente classificou a perturbação para uma depressão tropical fraca. Situado numa região com condições meteorológicas favoráveis, com baixo cisalhamento do vento, a perturbação começou a se organizar gradualmente, favorecida pelos bons fluxos de saída de altos níveis, auxiliados pela presença de um cavado tropical de alta troposfera ao seu nordeste. Contudo, a AMJ desclassificou o sistema para uma área de baixa pressão remanescente ainda naquele dia, baseado ainda no centro ciclônico de baixos níveis mal definido. Mesmo assim, o sistema continuou a se organizar com a formação de novas áreas de convecção profunda. Durante a madrugada (UTC) de 24 de setembro, a Administração de Serviços Atmosféricos, Geofísicos e Astronômicos das Filipinas (PAGASA), A agência do governo das Filipinas responsável pela meteorologia do país, classificou também o sistema para uma depressão tropical, e lhe atribuiu o nome filipino "Ondoy". Logo em seguida, o Joint Typhoon Warning Center, órgão da Marinha dos Estados Unidos responsável pela monitoração de ciclones tropicais, emitiu um Alerta de Formação de Ciclone Tropical sobre o sistema com base na contínua consolidação do seu centro ciclônico de baixos níveis. O alerta significava que a perturbação poderia se tornar um ciclone tropical significativo dentro de um período de 12 a 24 horas. Ainda no início daquela manhã, a AMJ voltou a classificar o sistema para uma depressão tropical fraca. Com a contínua organização do sistema, a AMJ o classificou como uma depressão tropical plena no início da madrugada (UTC) de 25 de setembro.  Ainda naquela madrugada, a perturbação já apresentava organização suficiente, com o estabelecimento de novos fluxos de saída de altos níveis associados a um anticiclone, para ser declarado como uma depressão tropical pelo JTWC, que lhe atribuiu a designação "17W".

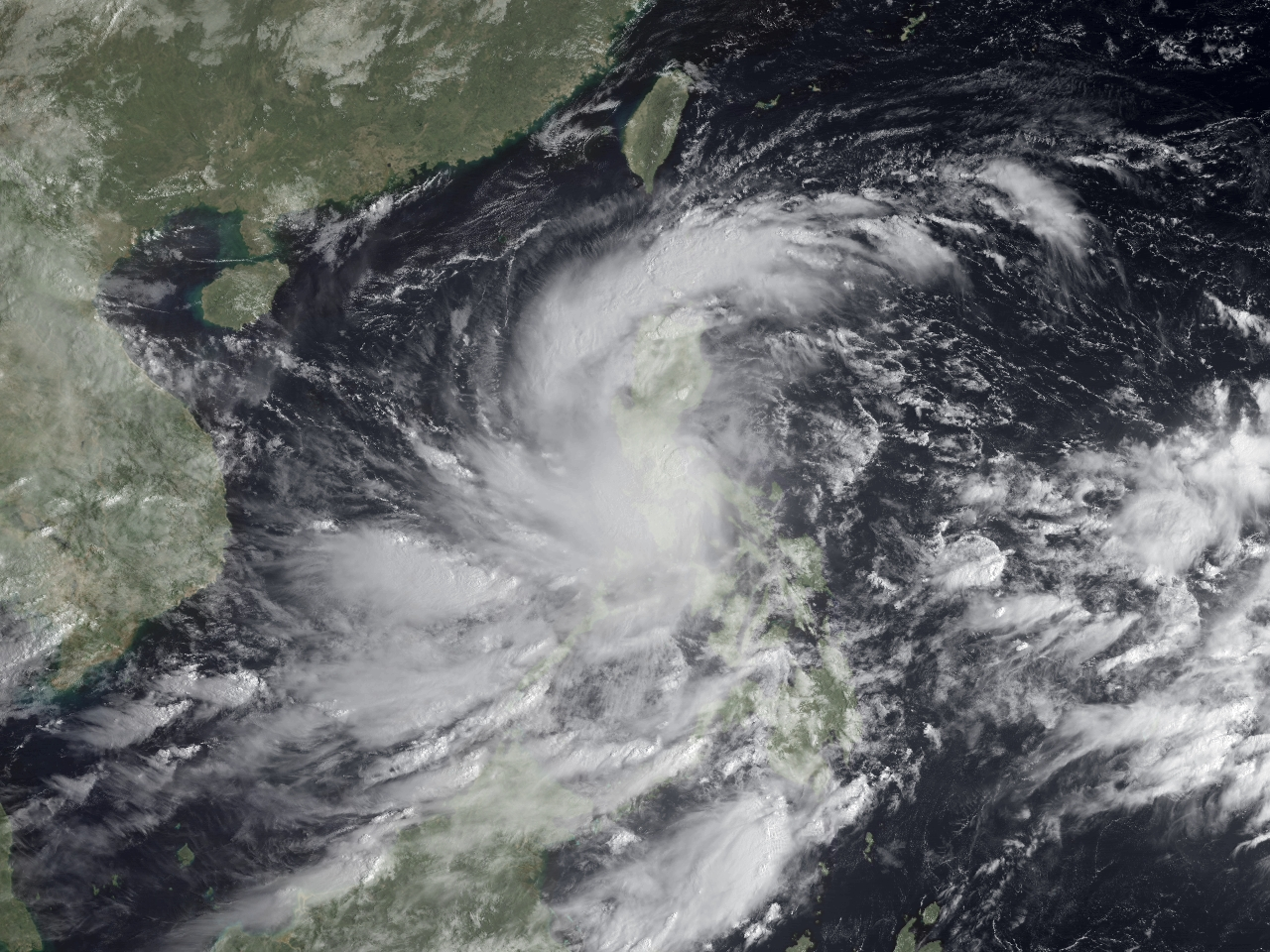
A tempestade tropical Ketsana sobre as Filipinas em 26 de setembro

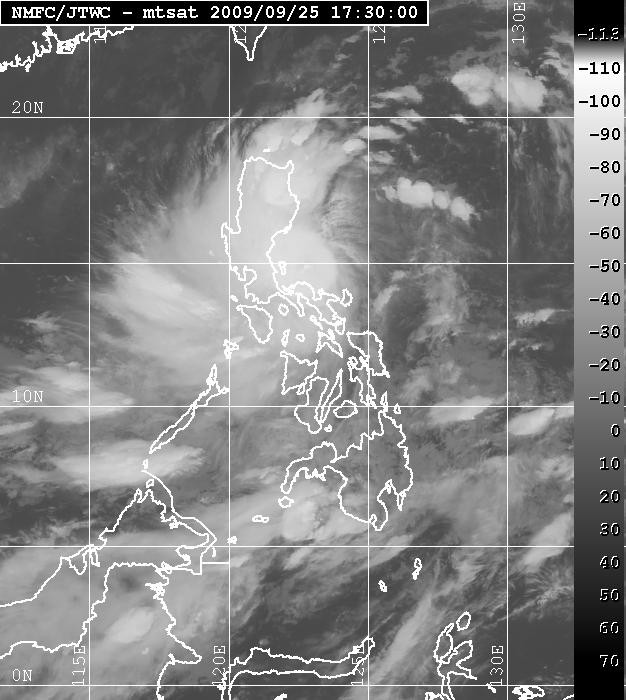
A tempestade tropical Ketsana sobre o mar da China Meridional em 27 de setembro

Seguindo para oeste na periferia sul de uma alta subtropical, o centro de circulação de baixos níveis a depressão começou a se desorganizar, e estava exposto, livre de nuvens, naquela manhã (UTC). O motivo da desorganização foi a presença de cisalhamento do vento moderado a forte, além da presença de um cavado de altos níveis diretamente sobre a depressão, que impediram a rápida intensificação da depressão. Mesmo sob condições meteorológicas desfavoráveis, a depressão conseguiu se intensificar, e se tornou uma tempestade tropical ainda naquela noite (UTC), segundo o JTWC, assim que suas áreas de convecção profunda se intensificaram, apesar de estarem confinadas no quadrante oeste da tempestade devido ao cisalhamento do vento. No início da madrugada (UTC) de 26 de setembro, a AMJ também classificou o sistema para uma tempestade tropical, atribuindo-lhe o nome "Ketsana", nome que foi submetido à lista de nomes de tufões por Laos, e refere-se a uma espécie de árvore perfumada na língua laociana. Poucas horas depois, Ketsana fez landfall na costa leste da ilha de Luzon, norte da Filipinas, mais exatamente na divisa das províncias de Aurora e Quezon, com ventos máximos sustentados de 65 km/h. Mesmo sobre terra, Ketsana foi capaz de manter a intensidade de tempestade tropical enquanto cruzava a ilha montanhosa devido à melhora dos fluxos de saída associados aos ventos do oeste, que estavam localizados logo ao norte do sistema. Assim que Ketsana cruzou a ilha de Luzon e alcançou o mar da China Meridional, o ciclone voltou a se intensificar gradualmente assim que suas áreas de convecção profunda começaram a se reorganizar assim que cessou a interação com terra e o cisalhamento do vento diminuiu. No início da madrugada de 27 de setembro, a AMJ classificou Ketsana para uma tempestade tropical severa com base na contínua consolidação do sistema. A partir de então, Ketsana começou a se intensificar mais rapidamente assim que as condições meteorológicas, como a diminuição do cisalhamento do vento e a presença de águas oceânicas quentes, ficaram mais favoráveis. Os fluxos de saída de altos níveis ficaram bons em todas as direções e permitiu a formação de novas áreas de convecção profunda e a consequente intensificação da tempestade. Ketsana continuou a se intensificar gradualmente, e se tornou um tufão, segundo o JTWC, durante a madrugada (UTC) de 28 de setembro. naquele momento, um olho começou a se formar no centro de suas áreas de convecção.
Ketsana continuou a se intensificar gradualmente, e atingiu seu pico de intensidade na tarde de 28 de setembro, assim que se aproximava da costa do Vietnã, com ventos máximos sustentados de 165 km/h (1 minuto sustentado), segundo o JTWC, ou 140 km/h (10 minutos sustentados), segundo a AMJ.

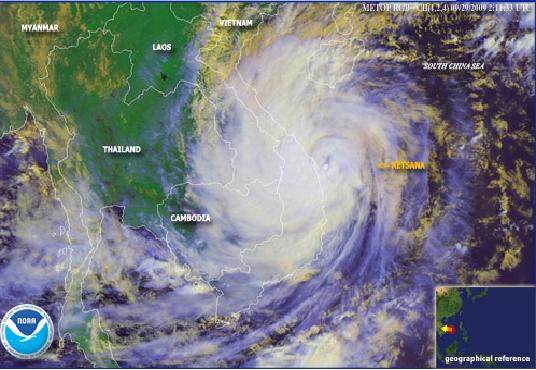
O tufão Ketsana durante seu pico de intensidade, pouco antes de atingir a costa do Vietnã em 29 de setembro

Ketsana manteve sua intensidade por mais de 24 horas enquanto seguia para oeste sobre o mar da China Meridional. Na manhã (UTC) de 29 de setembro, o tufão fez landfall na costa do Vietnã, perto da cidade de Hue, durante seu pico de intensidade. Sobre a Indochina, Ketsana começou a se enfraquecer rapidamente assim que sua circulação ciclônica de baixos níveis começou a se interagir com o relevo montanhoso da região. Com isso, a AMJ desclassificou Ketsana para uma tempestade tropical severa no início daquela tarde. Poucas horas depois, o JTWC também desclassificou Ketsana para uma tempestade tropical e emitiu seu aviso final sobre o sistema. A AMJ desclassificou Ketsana para uma tempestade tropical simples ainda naquela noite, e para uma depressão tropical na manhã (UTC) de 30 de setembro, quando também emitiu seu aviso final sobre o sistema.

## Preparativos
Em 24 de setembro, a Administração de Serviços Atmosféricos, Geofísicos e Astronômicos das Filipinas (PAGASA) içou avisos de tempestade nível I, o mais baixo, para algumas províncias da ilha de Luzon, norte das Filipinas.
No final da noite de 27 de setembro, o Observatório de Hong Kong e a Direcção dos Serviços Meteorológicos e Geofísicos de Macau içaram avisos de tempestade nível I, o mais baixo, como forma de precaução à passagem de Ketsana sobre o mar da China Meridional. Horas mais tarde, os avisos em Macau foram elevados para nível III. Em 29 de setembro, a Administração Meteorológica da China emitiu alerta laranja para partes do sul do país.
Em 27 de setembro, o Centro Nacional de Previsões Hidrometeorológicas do Vietnã emitiu um alerta de tempestade nível 9 para a costa central do país, e recomendou que todos os possíveis afetados por Ketsana tomassem as devidas providências para a passagem do tufão. O centro também pediu o retorno imediato de todas as embarcações costeiras para os portos do país.

## Impactos

### Filipinas

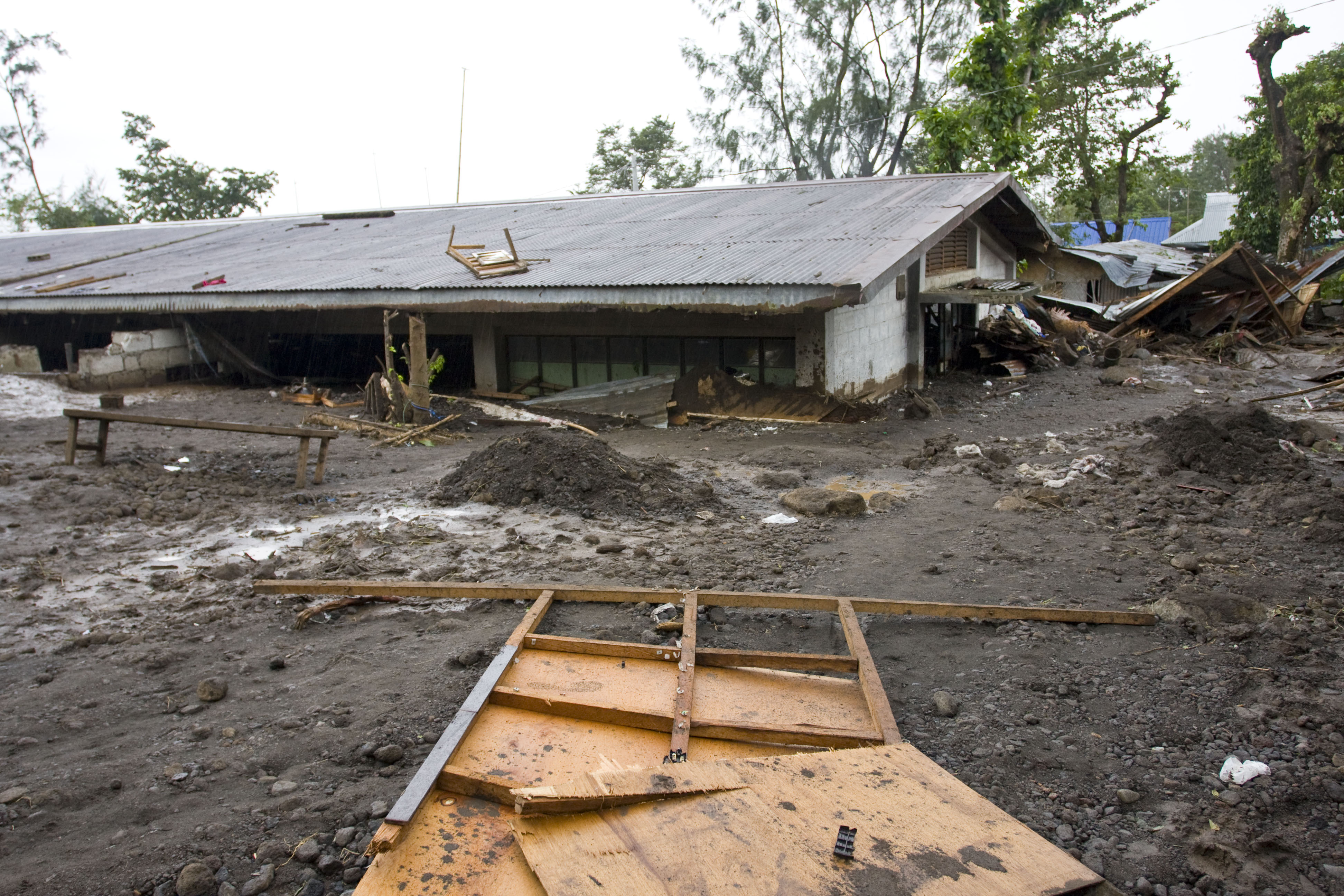
Avalanche de lama causada pelas fortíssimas chuvas de Ketsana em San Juan Banyo, Filipinas

Os primeiros relatos sobre os efeitos de Ketsana nas Filipinas chegaram ainda em 26 de setembro, com centenas de pessoas deixando suas residências devido às chuvas torrenciais e ininterruptas que afetavam as regiões ao redor da capital do país, Manila. Naquele dia, os serviços de balsa e os voos domésticos ficaram suspensos, afetando mais de mil pessoas. Estas chuvas torrenciais causaram severas enchentes na capital, inundando a maior parte das importantes avenidas da região, causando inicialmente gigantescos engarrafamentos. Nas cidades vizinhas de Marikina, Pasig e Muntinlupa, milhares de pessoas tiveram que deixar suas residências devido ao transbordamentos de rios e barragens. No dia seguinte, pôde-se realizar uma melhor avaliação dos reais estragos de Ketsana na ilha de Luzon. Pelo menos 24 províncias filipinas foram severamente afetadas pelas chuvas torrenciais. Por ser num final de semana e pelo fato de Ketsana ser apenas uma tempestade tropical, com ventos moderados, as equipes de resgate filipinas estavam fora do estado de alerta no momento da tragédia. Com isso, famílias inteiras tiveram que aguardar resgate no telhado de suas casas.

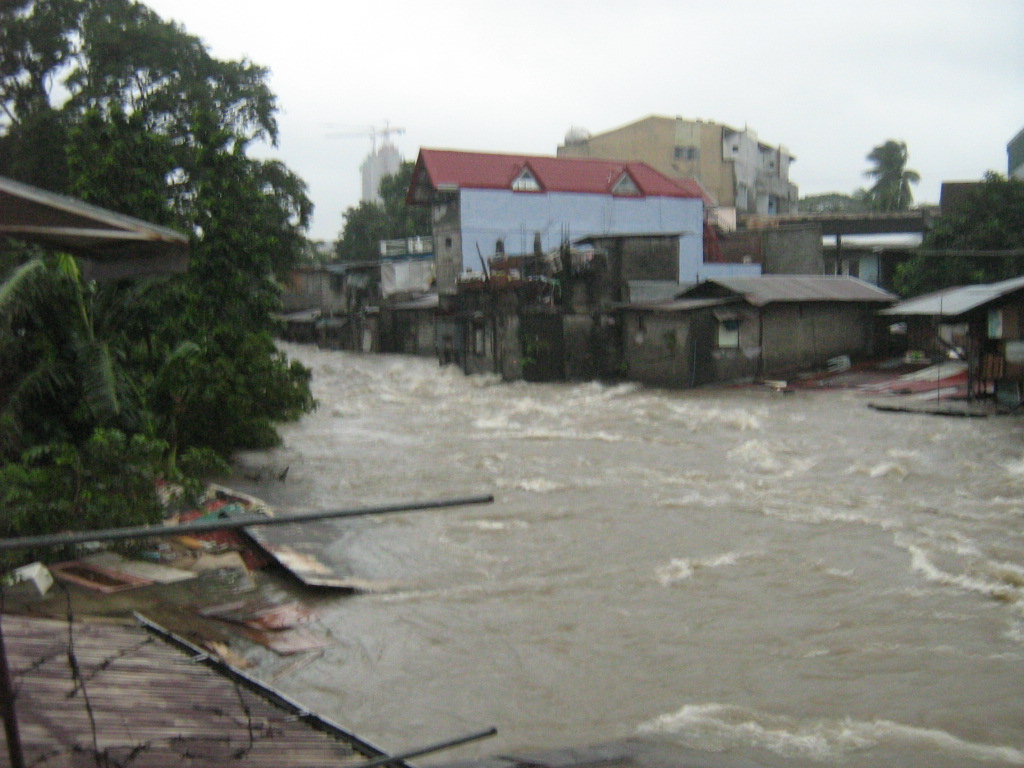
Enchentes provocadas por Ketsana em Manila, Filipinas

Além disso, com as dimensões do desastre mensuradas, foi estimado que mais de 80% da capital filipina estivesse inundada. As autoridades filipinas tiveram que abrir as comportas de suas importantes barragens ao norte de Manila, piorando ainda mais as enchentes, já que os rios Tunama e Marikina, onde estão situadas as barragens, cortam regiões densamente povoadas. Em questão de horas, a enxurrada encobriu ou destruiu várias residências às margens desses rios. As enchentes e enxurradas cortaram o fornecimento de eletricidade e de comunicações, prejudicando ainda mais o contato com regiões isoladas. Um dos três importantes aeroportos de Manila também ficou inoperável devido à falta de eletricidade. Gilberto Teodoro, secretário de Defesa das Filipinas, declarou estado de calamidade para 24 províncias. Devido à vagarosidade dos esforços de resgate, a presidente das Filipinas, Gloria Arroyo declarou ultimato para as equipes oficiais de resgate e para o Exército Filipino para começarem os esforços de resgate até aquela noite. Algumas regiões de Manila ficaram submergidas sob seis metros de água. Até a tarde de 27 pessoas, mais de 5 mil pessoas tinham sido resgatadas, mas em Pasig, a população em pânico enfrentou as enchentes profundas para tentar salvar suas crianças e pertences. Alguns hospitais tiveram que ser evacuados.

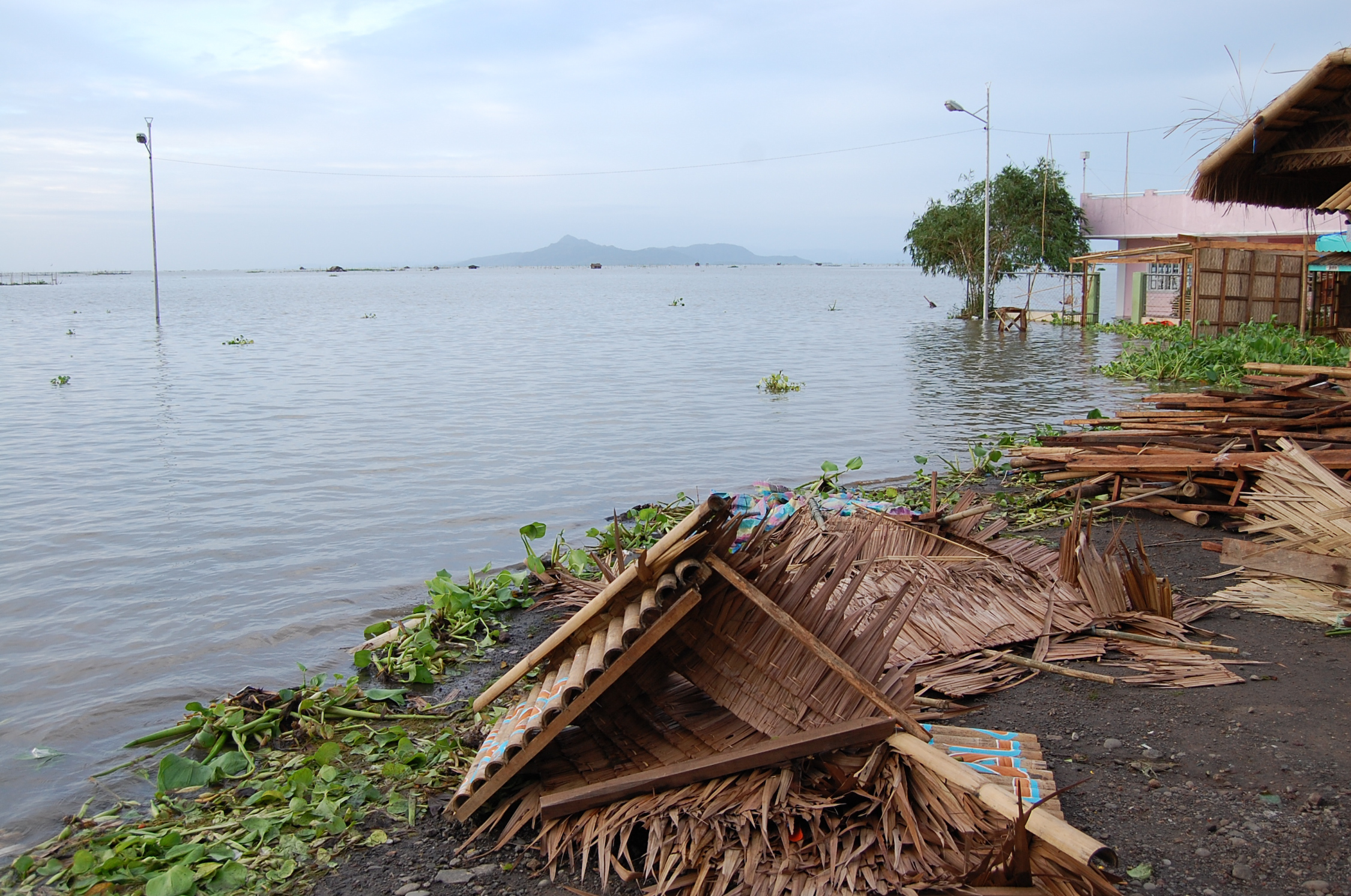
Enchentes em Laguna de Bay, Filipinas

Por servirem como abrigos temporários, várias escolas permaneceram fechadas. No entanto, o aeroporto prejudicado pela falta de eletricidade reabriu mais tarde naquele dia, e o abastecimento de água potável voltou à normalidade para a maior parte da capital. A província de Rizal foi uma das regiões mais afetadas, e a cidade de Cainta foi completamente submergida pelas enchentes.
Após 3 de outubro, com a chegada do tufão Parma nas Filipinas, ficou impossível distinguir separadamente os efeitos de Ketsana e Parma, já que o último afetou as mesmas regiões afetadas anteriormente por Ketsana.

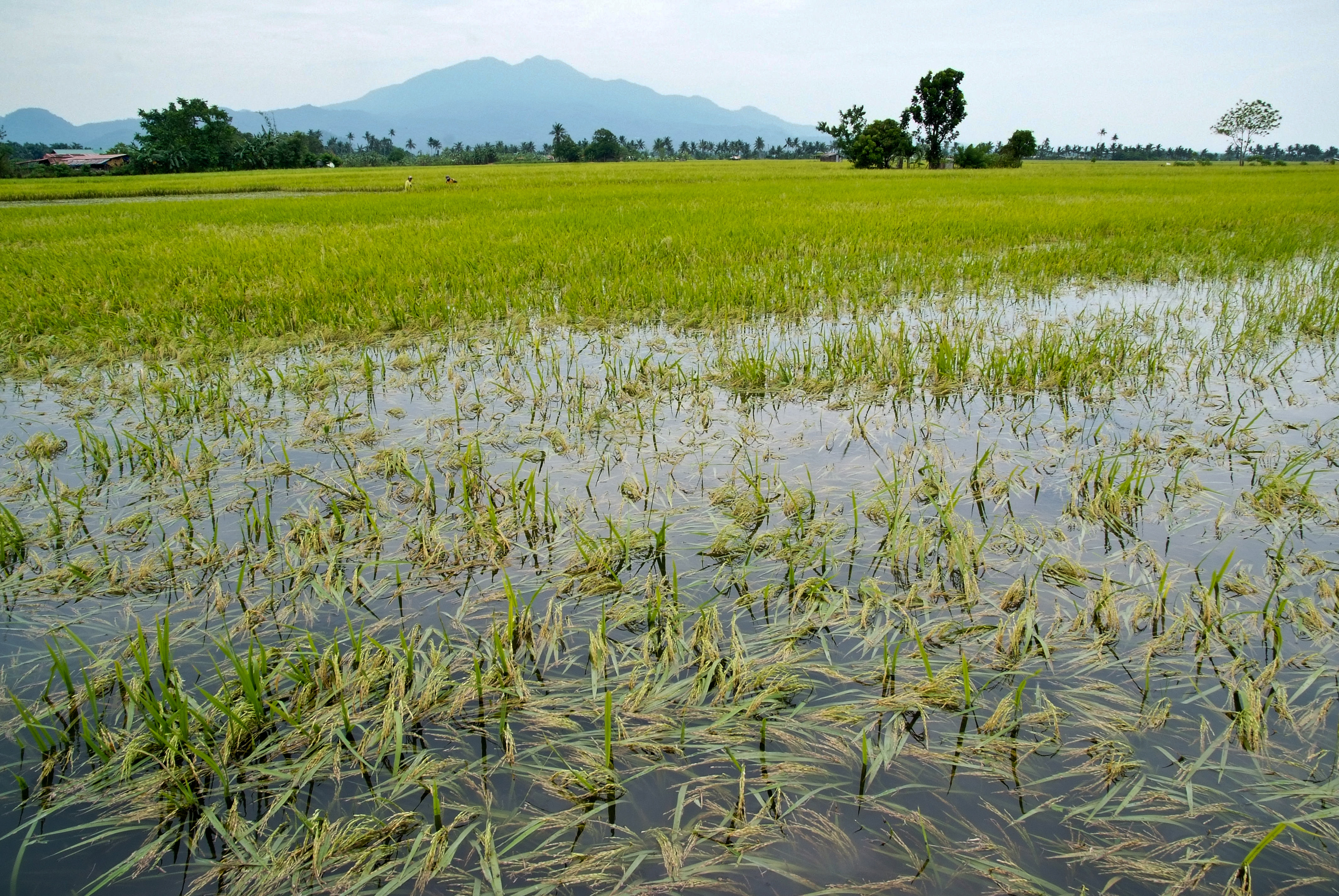
Arrozais destruídos pelas severas inundações cauadas por Ketsana

As chuvas torrenciais causadas por Ketsana foram as mais intensas em mais de 42 anos, quebrando o recorde de 1967 de 337 mm em 24 horas quando Ketsana provocou mais de 455 mm no mesmo período. Estas chuvas causaram severas enchentes e deslizamentos de terra, afetando mais de 2,5 milhões de pessoas em todo o país. Pelo menos 800 mil pessoas tiveram que deixar suas casas, e mais de 690 mil pessoas tiveram que recorrer a mais de 700 abrigos temporários disponíveis em todo o país. As chuvas também destruíram mais de 125 mil hectares de plantações em todo o país, danificando mais de 10 mil residências e destruindo totalmente mais de 4 mil. Os prejuízos totais nas Filipinas associados a Ketsana chegaram a 108 milhões de dólares. No total, 464 pessoas morreram devido aos efeitos de Ketsana no país, e 42 continuam desaparecidas.

### Vietnã

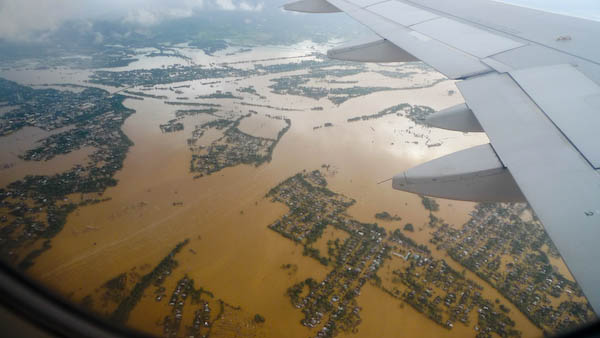
Foto aérea de Da Nang, Vietnã, mostrando as severas enchentes que cidade sofreu após a passagem de Ketsana pelo país

Os primeiros impactos relacionados a Ketsana no Vietnã foram revelados em 29 de setembro, com severas enchentes que causaram várias fatalidades e deixando dezenas de desaparecidos. A maior parte das vítimas de Ketsana no Vietnã foram mortas pelos severos deslizamentos de terra provocados por chuvas fortíssimas nas regiões montanhosas do país. As inundações atingiram a cidade de Hue, um dos patrimônios mundiais da UNESCO. Na cidade, os serviços de transporte foram interrompidos, deixando presos nas estações de embarque mais de mil pessoas. O mesmo aconteceu com a cidade de Danang, próxima a Hue. Nestas cidades, o fornecimento de eletricidade foi interrompido durante a passagem do tufão.

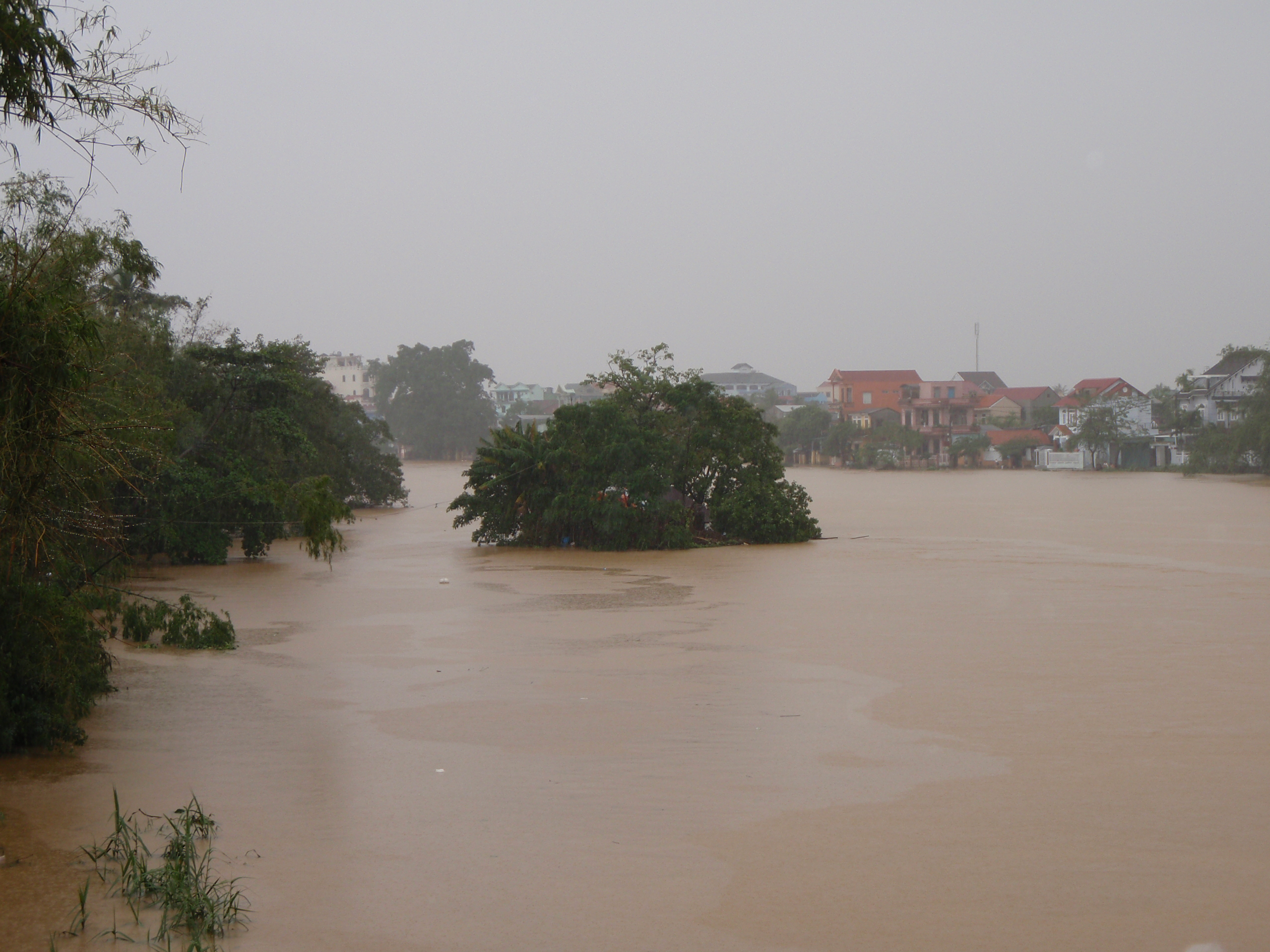
Enchentes em Hue

Segundo um político da província de Quang Ngai, Ketsana foi o pior tufão a atingir a província em mais de 30 anos. A plataforma petrolífera de Dung Quat, uma das principais produtoras de petróleo do país, teve que parar sua produção de 140 mil barris por dia devido à falta de eletricidade. Boa parte das cidades da região central do país também ficaram sem eletricidade e as comunicações foram interrompidas. Os voos de chegada e de partida para estas regiões ficaram totalmente interrompidas. Ainda em 29 de setembro, a Federação Internacional das Sociedades da Cruz Vermelha e Crescente Vermelho oficializou a doação de mais de 325 mil dólares para os governos das Filipinas. O governo mobilizou mais de 10 mil soldados do Exército do Vietnã para auxiliar os esforços de resgate no país.

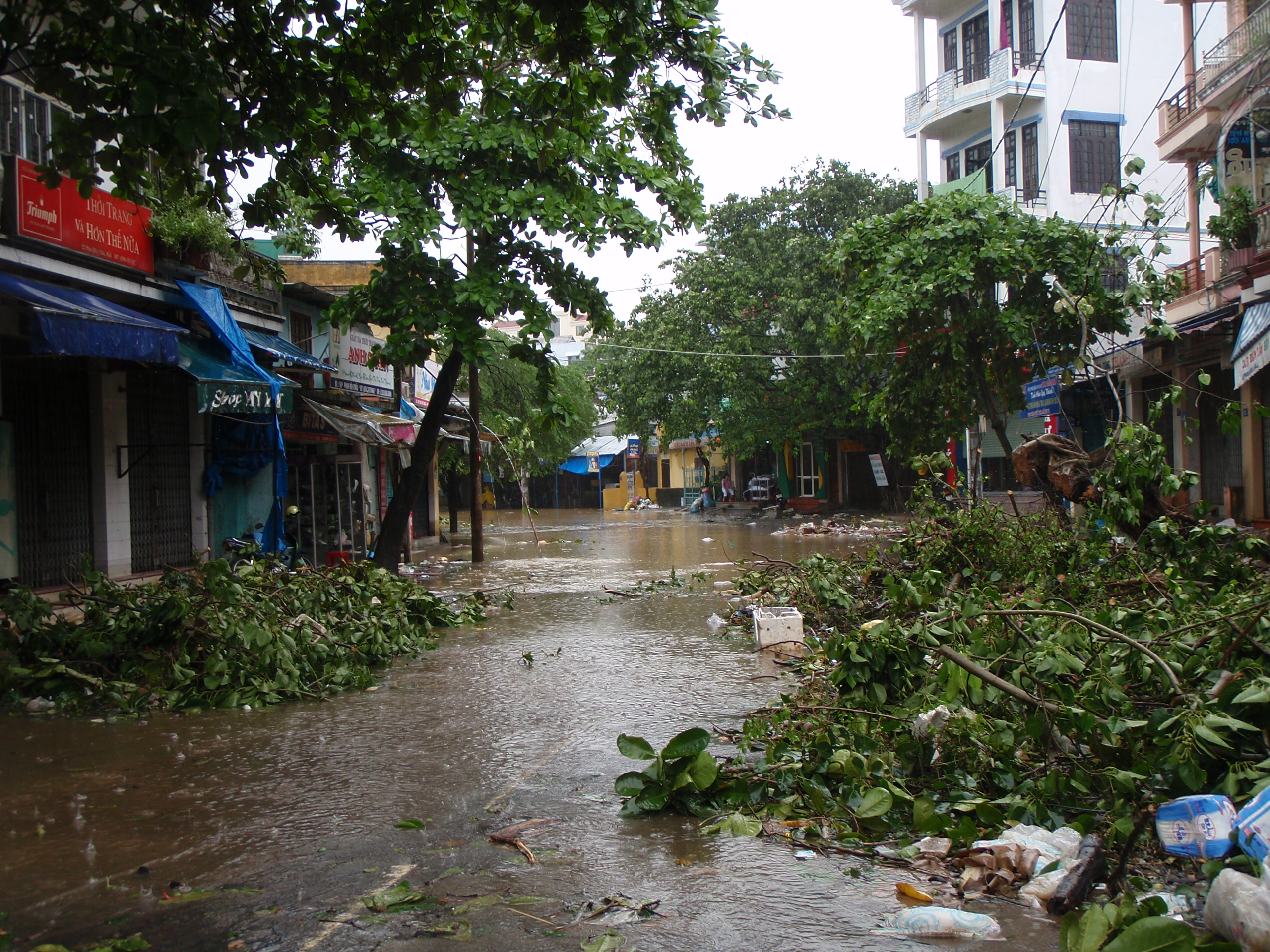
Detritos e enchentes causados pela passagem de Ketsana em Hue

As chuvas torrenciais de Ketsana no Vietnã, que ultrapassaram mais de mil em certas regiões montanhosas do país, causaram severas enchentes e deslizamentos de terra, afetando mais de 3 milhões de pessoas no país. Pelo menos 87 mil hectares de plantações, principalmente de arroz, foram destruídas, além de mais de 100 mil cabeças de gado. Cerca de 600 mil residências foram danificadas, e destas, mais de 21 mil foram totalmente destruídas. 370 mil pessoas ficaram desalojadas ou desabrigadas no país. Cerca de 180 embarcações de pesca foram destruídas pelas fortes ondas geradas por Ketsana ao largo da costa vietnamita. Os prejuízos econômicos totais no país ultrapassaram 785 milhões de dólares. 163 pessoas morreram no Vietnã como resultado dos efeitos de Ketsana, e 629 ficaram feridas. Pelo menos 11 pessoas ainda continuam desaparecidas.

### Camboja
Os primeiros relatos de impactos de Ketsana no Camboja também chegaram em 29 de setembro. De acordo com uma televisão local, várias pessoas perderam suas vidas após a passagem de Ketsana pela região das província de Kompong Thom.
As chuvas torrenciais causadas por Ketsana no Camboja destruíram cerca de 40 mil hectares de plantações no país. Pelo menos 97 mil pessoas foram afetadas, e 430 residências foram destruídas. Os prejuízos econômicos no Camboja totalizaram 29 milhões de dólares. Ao todo, 44 pessoas morreram como consequência dos efeitos de Ketsana no país, e outras 47 ficaram feridas.

### Laos
Os primeiros danos causados por Ketsana em Laos foram revelados somente em 2 de outubro, e diziam que 16 pessoas haviam morrido no país e 38 mil pessoas estavam desalojadas. As pessoas afetadas estavam situadas à margem do rio Sekong, que subiu mais de 20 metros do seu nível normal.
As fortes chuvas associadas a Ketsana que atingiram o sul de Laos deixaram 38 mil pessoas desalojadas. Ao todo, pelo menos 24 pessoas morreram no país como resultado dos efeitos de Ketsana, e outras 105 ficaram feridas. Pelo menos 135 pessoas ainda continuam desaparecidas no país.

## Esforços de resgate

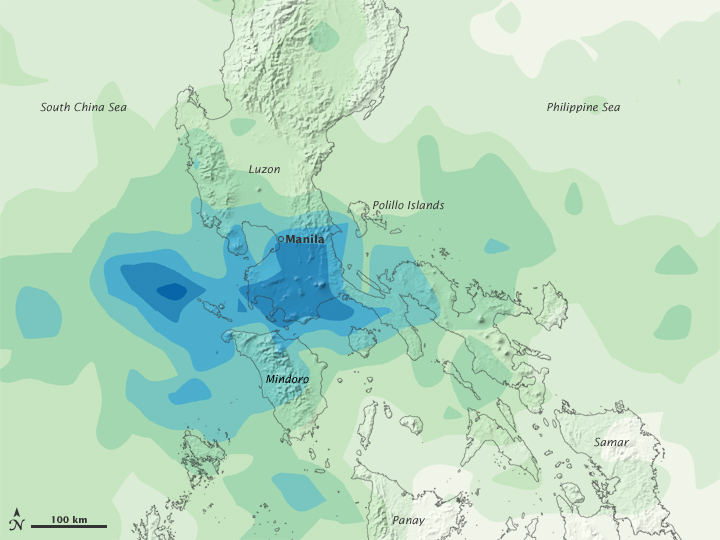
Gráfico mostrando a precipitação acumulada associada a Ketsana nas Filipinas. As áreas em azul mostram os maiores valores

Por ser um final de semana e pelo fato de Ketsana ser apenas uma tempestade tropical naquele momento, as equipes de resgate filipinas não estavam em estado de alerta, e os esforços de resgate foram lentos. As primeiras tentativas de resgate de auxílio aos afetados pela tempestade foram barrados pelas enchentes e enxurradas que inundaram ou destruíram várias rodovias. Para auxiliar os esforços de resgate, as Forças Armadas dos Estados Unidos enviaram um helicóptero e seis embarcações. Ainda em 27 de setembro, a Federação Internacional da Cruz Vermelha e Crescente Vermelho começou a distribuir refeições e cobertores aos afetados, além de despachar equipes de resgate e mobilizar centenas de voluntários para os esforços de ajuda. O governo das Filipinas apelou para ajuda internacional e pediu mais pressa nos esforços de resgate, para evitar crises e distúrbios internos. Várias agências das Nações Unidas fizeram doações para auxiliar os esforços de ajuda na região.
A Save The Children também uniu seus esforços para o resgate e auxílio das pessoas afetadas pela tempestade. As autoridades filipinas começaram a temer a possibilidade da disseminação de epidemias nas regiões inundadas devido à péssimas condições nos quais as pessoas que ainda não tinham ainda sido resgatadas, ou mesmo aquelas que estavam em abrigos temporários, com péssimas condições sanitárias. As doenças mais temidas naquele momento eram febre tifoide e leptospirose. Além disso, a lotação dos abrigos temporários também representava riscos de saúde, segundo as autoridades filipinas, que admitiram que o governo não poderia gerenciar todo o desastre por sua própria conta.
Devido à completa inacessibilidade de algumas comunidades, alguns helicópteros começara a lançar suprimentos, como remédios e alimentos, para as pessoas afetadas nestas regiões.

## Ajuda internacional

Mapa mostrando as províncias filipinas que declararam estado de calamidade pública. As localidades em vermelho escuro tiveram a ocorrência de fatalidades associadas à passagem de Ketsana

- Em 28 de setembro, a Organização Mundial da Saúde (OMS) fez uma doação ao governo das filipinas de cerca de 2 milhões de pesos filipinos, cerca de 42 mil dólares americanos.[65]
- Os governos dos Estados Unidos, Japão e China também enviaram mais de 100 mil dólares para o governo filipino.[66]
- A AmeriCares despachou mais de 3,2 milhões de dólares em medicamentos, incluindo antibióticos, analgésicos, antifebris, seringas, suprimentos médicos, desinfetantes, entre outros.[67]
- A Télécoms sans frontières enviou uma equipe de ajuda para as filipinas após apelo do Conselho Nacional de Gerenciamento de Desastres das Filipinas para o restabelecimento de emergência dos serviços de comunicações do país.[68]
- A UNICEF enviou mais de 143 mil dólares em suprimentos para as famílias afetadas pela tempestade.[69]
- A organização Development and Peace, que faz parte do grupo Caritas, também doou mais de 50 mil dólares para os esforços de ajuda.[70] A Direct Relief International também doou cerca de 50 mil dólares aos afetados por Ketsana.[71]
- A Catholic Relief Services também doou 250 mil dólares em alimentos, itens de vestuários e de higiene pessoal para os afetados pela tempestade nas Filipinas.[72]
- O governo da Austrália, por meio da AusAID, também anunciou que iria auxiliar os esforços de ajuda com mais de um milhão de dólares, a maior parte na forma de água potável, vestuário, itens de emergência e outros itens essenciais.[73]
- O governo do Vietnã também doou mais de 205 mil dólares, principalmente na forma de arroz, para o Conselho Nacional de Coordenação de Desastres das Filipinas.
- O Programa Mundial para a Alimentação também doou cerca de 740 toneladas de arroz.
- O Japão também doou mais de 220 mil dólares em 29 de setembro, enquanto que o governo da França doou cerca de 15 mil dólares.[74]
- Assim como aconteceu nas Filipinas, a Federação Internacional da Cruz Vermelha e Crescente Vermelho também começou a distribuir refeições e cobertores aos afetados, além de despachar equipes de resgate e mobilizar centenas de voluntários para os esforços de ajuda no Vietnã em 29 de setembro.[75]
- A Comissão Europeia também proveu mais de dois milhões de euros para os esforços de ajuda nas Filipinas.
- A Oxfam também contribuiu com mais de 400 mil dólares de Hong Kong para o governo das Filipinas e do Vietnã.[76]
- A Cruz Vermelha Britânica anunciou ainda naquele dia a doação de mais de 50 mil libras esterlinas para o governo filipino.[36]
- A World Relief doou cerca de 60 mil libras esterlinas.[77]
- A Adventist Development and Relief Agency International também doou cerca de 20 mil dólares para o governo filipino.[78]
- A Caritas da Nova Zelândia também doou 25 mil dólares neozelandeses para o governo das Filipinas.[79]
- A Banco de Desenvolvimento da Ásia disponibilizou mais de 3 milhões de dólares para empréstimos para as Filipinas.[80]
- Em 30 de setembro, o governo da China doou mais 100 mil dólares para o governo filipino.[81]
- A Mercy Malaysia doou cerca de 100 mil ringgit para as Filipinas.[82]
- A Cruz Vermelha do Vietnã liberou cerca de 44 mil dólares para assistir os esforços de resgate do país, enquanto que a Federação Internacional das Sociedades da Cruz Vermelha e Crescente Vermelho liberou mais de 300 mil dólares para os esforços de ajuda tanto no Vietnã quanto nas Filipinas em 30 de setembro.[83]
- A Christian Aid doou mais 50 mil libras esterlinas para o arquipélago filipino.[37]
- Em 1 de outubro, o governo da Suíça doou mais de 450 mil francos suíços para o governo filipino.[84] Naquele dia, a Federação das Sociedades da Cruz Vermelha e Crescente Vermelho multiplicou várias vez as suas doações para o Vietnã e Filipinas, alcançando 3 milhões de dólares.[85]
- A Malteser International também doou 20 mil euros para os governos das Filipinas e do Vietnã.[86]
- Ainda naquele dia, o governo dos Estados Unidos doou mais de 1 milhão de dólares, totalizando 1,1 milhões de dólares em doações.[87]
- Em 2 de outubro, o governo da Singapura doou para o governo filipino 100 mil dólares, sendo que 50 mil sob a forma de medicamentos e 30 mil em outros suprimentos.[88]
- Em 11 de outubro, o governo da Austrália, que já havia se disponibilizado para o auxílio nos esforços de ajuda nas Filipinas e do Vietnã, também liberou mais um milhão de dólares australianos para o governo de Laos.[89]
- Naquele dia, o governo da Itália também doou para o governo vietnamita 200 mil euros.[90]